# William Goldsmith
William Goldsmith, né le 4 juillet 1972 à Seattle en États-Unis, est un batteur connu pour son travail au sein de Sunny Day Real Estate et Foo Fighters. Il joue actuellement pour Brawley Banks et Sunny Day Real Estate réuni.

## Histoire

### Sunny Day Real Estate (1992-1995)
Né à Seattle et fils de Hugh et Skitty Goldsmith, il commence la batterie dès l'enfance et cite comme modèle Keith Moon des Who. En 1992, il fonde Sunny Day Real Estate avec le bassiste Nate Mendel et le chanteur-guitariste Dan Hoerner. Ils sont ensuite rejoints par un ami d'université de Goldsmith, Jeremy Enigk, qui devient le leader du groupe. Ils enregistrent deux albums studio, publiés par le label indépendant Sub Pop, ce qui apporte de bonnes critiques, mais aussi une certaine popularité dans le milieu emo jusqu'en 1995.

### Foo Fighters (1995-1997)
Nate Mendel et lui rejoignent alors Dave Grohl en compagnie du guitariste de The Germs pour accompagner l'ancien batteur de Nirvana sur son nouveau groupe Foo Fighters. Ils sont recrutés par Grohl pour promouvoir l'album qu'il a enregistré presque intégralement seul en octobre 1994. C'est un succès et pas moins de cinq singles en sont extraits.
En 1996, après l'intense tournée, ils rentrent tous ensemble en studio avec le producteur Gil Norton pour enregistrer le deuxième album du groupe. Une fois toutes les sessions terminées, Grohl prend les enregistrements pour rentrer chez lui en Virginie. Insatisfait, il commence à écrire de nouvelles chansons et fait même quelques démos dans un studio de Washington. Everlong et Walking After You sont intégralement enregistrés de sa personne et la version de ce dernier morceau est celle de l'album. Le groupe se réunit de nouveau à Los Angeles en février 1997 et achève l'enregistrement de l'album avec Grohl à la batterie, Goldsmith n'étant pas au courant de l'événement. Il ne l'apprend que plus tard par Mendel. Se sentant trahi et souffrant du syndrome du canal carpien, il décide de quitter le groupe peu de temps après et est remplacé par Taylor Hawkins. L'album The Colour and the Shape sort le 20 mai 1997.
De ce fait, Goldsmith a peu participé à cet opus et une grande partie de ce qu'il a enregistré a été écarté. Ainsi, sur le second album, il n'est crédité que sur trois chansons : Doll, Up in Arms et My Poor Brain. Malgré le fait qu'il ait été membre officiel de Foo Fighters de 1995 à 1997, il n'a joué que sur Dear Lover, la chanson The Colour and the Shape et la reprise de Gary Numan Down in the Park, ainsi que sur quelques démos et chansons live.

## Retour avec Sunny Day Real Estate (1997-2001)
En 1997, Sub Pop approche Hoerner et Enigk afin de publier une compilation d'inédits de Sunny Day Real Estate. Le groupe décide plutôt de se réunir et sortir un nouvel album en 1998 : How It Feels To Be Something On. Goldsmith participe à cette réunion du groupe après son départ de Foo Fighters, ce que ne fera pas Mendel. En 2000, il joue sur le dernier opus distribué par Sub Pop, le live The Rising Tide. Après une intense tournée aux États-Unis, le groupe espère effectuer sa première tournée en Europe mais Time Bomb Recordings, leur nouveau label, ne le permet pas, provoquant une nouvelle rupture du groupe.

## L'après Sunny Day Real Estate (2001-aujourd'hui)
Après la seconde rupture de Sunny Day Real Estate, Goldsmith et Enigk forment The Fire Theft, avec Nate Mendel, le premier bassiste de leur ancien groupe. Un album est publié et est suivi d'une tournée.
Goldsmith joue en parallèle dans un projet nommé Varicocele aux côtés du guitariste Billy Dolan, qui a participé à l'album et à la tournée de The Fire Theft. Ils enregistrent une trentaine de chansons et les présentent à Jonathan Poneman de Sub Pop qui refuse de les publier.
En 2008, il crée le groupe Brawley Banks avec Justin Schwartz et Jorum Young de Cobra High. Ils jouent leur premier concert en 2009.
En juin 2009, Sunny Day Real Estate confirme qu'ils se réunissent de nouveau avec la formation originale, et ils font une tournée. Début 2010, le guitariste Dan Hoerner déclare qu'un album est même en cours.

## Discographie

### Avec Sunny Day Real Estate
- Diary (1994)
- Sunny Day Real Estate (1995)
- How It Feels to Be Something On (1998)
- Live (1999)
- The Rising Tide (2000)

### Avec Jeremy Enigk
- Return of the Frog Queen (1996) (batterie sur Abegail Anne)

### Avec Foo Fighters
- The Colour and the Shape (1997) (batterie sur Doll, Up in Arms (intro), My Poor Brain (refrain), The Colour and the Shape et Down In The Park (édition du 10e anniversaire))

### Avec Mary Lou Lord
- Got No Shadow (1998) (batterie sur Subway)

### Avec Replikants
- Slickaphonics (1999)

### Avec The Fire Theft
- The Fire Theft (2003)

## Matériel
Pendant la période Sunny Day Real Estate et Foo Fighters, Goldsmith joue sur une batterie Ayotte avec des cymbales Zildjian.

### Percussions
- 14" x 7" SteelHoop Snare Drum
- 15"x14" Tom Tom
- 18"x16" Floor Tom
- 24" x 20" Bass Drum

### Cymbales
- 15" Zildjian A Rock Hi-Hat
- 20" Zildjian K Crash/Ride
- 22" Zildjian A Crash/Ride
- 24" Zildjian A Medium Ride

Il a également joué avec des kits Drum Workshop, Yamaha, Pearl, Slingerland et Vistalite.